# سیدموث
longitudeسیدموثlatitudeسیدموث
سیدموث (به انگلیسی: Sidmouth) یک شهرک در بریتانیا است که در انگلستان واقع شده‌است.

## خصوصیات
سیدموث ۱۴٬۴۰۰ نفر جمعیت دارد.

## خواهرخوانده
شهر لو لوکل خواهرخواندهٔ سیدموث هست.